# Douze variations sur «Je suis Lindor»
Les douze variations en mi bémol majeur pour piano sur « Je suis Lindor », K. 354/299a, sont une œuvre pour piano de Wolfgang Amadeus Mozart, écrite probablement en mars 1778 ou juin 1778 à Paris. La pièce est formée de douze variations basées sur la romance « Vous l'ordonnez, je me ferai connaître ». Le titre « Je suis Lindor » est le premier vers du second couplet. La romance est tirée de la musique de scène qu'Antoine-Laurent Baudron a écrite pour le Barbier de Séville de Beaumarchais.

## Structure
- Thème: en mi bémol majeur, à 
, 22 mesures, 2 sections répétées 2 fois (mesures 1 à 8, mesures 9 à 22)
- Les Variations I à VII, IX ont 22 mesures, 2 sections répétées 2 fois (mesures 1 à 8, mesures 9 à 22)
- Les Variations X et XI ont 22 mesures sans reprises
- La Variation VIII est marquée Tempo di Minuetto, à 
, 40 mesure, avec une répétition des mesures 1 à 8, puis Presto, à , mesures 41 à 46
- La Variation IX est en mi bémol mineur, à
- La Variation X est marquée Allegretto.
- La Variation XII est marquée Molto Adagio cantabile à 
, 22 mesure, puis Allegretto, avec la structure : 22 mesures, 2 sections répétées 2 fois (mesures 1 à 8, mesures 9 à 22)

Durée de l'interprétation : Env. 17 min
Thème: